# Katuni
Katuni su selo u općini Šestanovcu, nedaleko od grada Omiša u Splitsko-dalmatinskoj županiji. Od glavnog grada županije Splita udaljeni su 47 kilometara. Nalaze se na povijesnom prostoru nekadašnje župe Radobilje, koja je i danas naziv za ovaj kraj.
Po popisu stanovništva iz 2011. godine u Katunima obitavaju 562 stanovnika, što je u odnosu na prethodni popis iz 2001. godine pad od ukupno 242 osobe.

## Zemljopis
Naselje se nalazi istočno od Kreševa, a sjeverozapadno od Šestanovca. Dalje prema jugozapadu su Omiš i prema sjeverozapadu Split. Povijesno je dijelom starohrvatske župe koja je postojala na tom području; Radobilje.
Zemljopisno je dio Omiške krajine i Dalmatinske zagore. Nalazi se nedaleko od planine Biokovo i slapova Gubavice. Poput cijele Dalmacije sadržava pretežito krški kamen s obiljem ponikava i drugih "spremišta" vode.
Dobar dio sela prekrivaju biljne površine među kojima se ističu mješovite listopadno-zimzelene šume u kojima listopadno drveće predvladava. U poljima u kršu nalazi se plodna crvenica gdje se uzgajaju tradicionalne kulture. Selo je patronimički podijeljeno na niz različitih zaselaka koja nose ime po prezimenu koje u njima predvladava.

## Gospodarstvo
Najveći dio radno sposobnog katunskog stanovništva radi u okolnim mjestima Šestanovac i Zadvarje ili u gradovima Splitu i Omišu. Dobar dio stanovništva je umirovljen, a manji i nezaposlen. Ostali imaju svoja manja ili veća seoska-poljoprivredna gospodarstva. Najveći dio Katunjana uzgaja voće, povrće, a neki i stoku za vlastite potrebe. Posebno je razvijeno maslinarstvo i vinogradarstvo. Nekoliko kućanstava ima svoje apartmane gdje ugošćuju ljubitelje seoskog turizma. Sav društveni život mještana odvija se u susjednom Šestanovcu gdje se nalaze trgovine, ambulanta, ljekarna, kafići i mesnice. U prošlosti je stanovništvo živjelo isključivo od stočarstva i poljoprivede. Oni su imali tu sreću da se najpoznatija tržnica-"Zadvarski pazar" nalazila udaljena svega par kilometara u mjestu Zadvarju, a na nju su dolazili trgovci iz svih okolnih sela te drugih dijelova Hrvatske i BiH. Urbanizacijom 70-ih godina prošlog stoljeća značaj joj se smanjuje, no i danas se održava utorkom te je vrlo čuvena. Osim prodaje novcima tamo se vršila i robna razmjena. Trgovački putovi bili su otvoreni prema Bosni i Hercegovini gdje su se prodavale smokve i druge namirnice po načelu "kilo za kilo" jer se u to vrijeme među običnim pukom rijetko trgovalo novcem. U zimskim mjesecima bosanski i hercegovački poljoprivrednici dovozili bi sijeno i krumpir, te ih mijenjali za vino i rakiju prema dogovorenoj vrijednosti. U to vrijeme su se rijetki visoko-obrazovani pojedinci u pravilu iseljavali. Do početka 60-ih u zaseoku Merčepima nalazila se osnovna škola (četveroljetka), a nakon njenog zatvaranja djeca se školuju u osnovnoj školi u Šestanovcu. Pristup vodi imali su iz raznih ponikava i šumskih bunara, a najvećim dijelom iz vlastitih "čatrnja". 
Danas je cijelo mjesto spojeno na Omiški vodovod te na taj način dobiva vodu. U mjestu je tijekom 2016. instalirana vjetroelektrana s 12 vjetroagregata.

## Prometna povezanost
Selo Katuni je županijskom cestom koja prema zapadu vodi u Omiš i Split, a na istoku u Šestanovac i Imotski relativno dobro povezano s ostatkom svijeta. Redovita učenička linija vodi učenike u mjesto Šestanovac i grad Omiš gdje se isti školuju. Postoji redovita autobusna linija prema Omišu odakle postoje linije za bilo gdje. Hrvatska autocesta A1 sa svojim čvorištem u Šestanovcu, od Katuna je udaljena dva kilometra. Ovo čvorište Katune brže povezuje sa svijetom i predstavlja veliki korak naprijed i u smislu njihova vlastitog razvitka.

## Stanovništvo
1991. smanjeno je izdvajanjem dijelova područja naselja koji su pripojena naseljima Šestanovac i Zadvarje, (općina Zadvarje). Od 1857. do 1961. sadrži dio podataka za naselje Šestanovac, kao i dio podataka za naselje Zadvarje, od 1857. do 1971. Popis stanovništva iz 1981. godine je zadnji koji je pokazao porast broja stanovnika, a od tada stanovništvo konstantno opada. Popisom stanovništva iz 2011. godine u Katunima su prebrojana 562 stanovnika što je u odnosu na 2001. godinu kada ih je bilo 804 izrazit pad. 

| broj stanovnika | 962   | 1176  | 1168  | 1376  | 1522  | 1727  | 1801  | 1643  | 1613  | 1476  | 1496  | 1227  | 1266  | 959   | 804   | 562   | 455   |
|                 | 1857. | 1869. | 1880. | 1890. | 1900. | 1910. | 1921. | 1931. | 1948. | 1953. | 1961. | 1971. | 1981. | 1991. | 2001. | 2011. | 2021. |

## Kultura
- Gangafest u zaselku Vukušićima[5]
- čuvari Gospodinova groba, običaj iz Velikog tjedna[6]

## Znamenitosti
- spomenik dr. Franji Tuđmanu (kod crkve Posrednice Svih Milosti koja se nalazi na granici sela Kreševa i Katuna)
- najveća krunica na svijetu (napravljena od balota) (kod crkve Posrednice Svih Milosti na granici sela Kreševa i Katuna)[7]
- Mandušića kula, u zaselku Mandušićima, zaštićeno kulturno dobro
- crkva Uznesenja BDM, na granici sa susjednim Kreševom
- Kulina, prapovijesna gradina
- Vlake (arheološka zona)

### Spomenik dr. Franji Tuđmanu
Začetnik zamisli o izgradnje spomenika je don Većeslav Šupuk, i sam zaslužan za hrvatske ratnike iznimnom skrbi i pomoći od lijekova do jeepova koje je nabavljao uz pomoć naših ljudi u Domovini i inozemstvu.
Spomenik je kod crkve Posrednice svih milosti, graničnoj crkvi između dvaju sela. Spomenik je s katunske strane. Postavljen je nasuprot spomenika hrvatskim braniteljima. 2. lipnja 2001. u subotu otkriven je spomenik dr. Franji Tuđmanu. Otkrio ga je njegov sin, dr. Miroslav Tuđman. Otkrivanju je nazočilo oko 8 tisuća posjetitelja uz brojne osobe iz javnoga, kulturnog i društvenoga života Republike Hrvatske. Održan je prigodni kulturno-umjetnički program. Sudjelovao je prvak splitske opere g. Ratomir Kliškić i pjevacka klapa iz Kostanja. Prije svečanog otkrivanja slavljena je sv. misa braniteljima hrvatske domovine i u čast hrvatske neovisnosti. Mnoštvu su se poslije mise obratili Mirko Čondić, Luka Podrug, Nenad Ivanković, dr. Branimir Lukšić i Miroslav Tuđman. Uvodno su govorili Većeslav Šupuk i fra Kruno Vukušić.

Spomenik je mase oko 25 tona. Izgrađen je od granitnog mramora. Isklesali su ga hrvatski akademski kipari Mladen Mikulin i Krešimir Rod. Kip je visoki reljef dr. Tuđmana koji je opisan na sljedeći način
"u mitskoj pozi kako nakon ljubljenja i puštanja kuta zastave na Zvonimirovoj tvrđavi u kraljevskom Kninu stišće ruke i suznih očiju kao da kaže: Slobodni smo! U simboličkom i općealegorijskom smislu spomenik je sasvim uspio jer već i sam kamen kao materijal daje osnovu za dimenziju više u sagledavanju biti poruke. U pozadini je velika gromada, koja može simbolizirati i kulu i planinu i snagu dinarskoga krša, ali i cijele Domovine; gotovo u sredini je u reljefu dubinski izvučen jasan lik dr. Tuđmana u već spomenutoj pozi, dok je iza njega naznačena hrvatska trobojnica." Ferdo Šarić 
Na svečanosti otkrivanja spomenika rečeno je da će Splitsko-dalmatinska županija zauzeti se da bi ovaj prostor postao središnje okupljalište makar središnje Dalmacije za Dan državnosti i Dan zahvalnosti. Na bočnoj strani spomenika uklesan je Tuđmanov sveti i neporecivi aksiom: "Sve za Hrvatsku, Hrvatsku ni za što."

## Poznate osobe
Poznate osobe koje su se rodile u Katunima ili su podrijetlom iz ovog kraja.
- Josip Abel (1960. − 2017.), hrv. junak Domovinskog rata, ikona HOS-a (satnija samostalnog HOS-a Vukovar),[9][10] u HOS pošao u Velikoj Gorici[11][12]
- Ivan Alduk, hrv. arheolog
- fra Karlo Balić, hrv. svećenik, mariolog i medievalist[13]

- Gordan Družić, hrv. akademik

- Ivo Družić, ekonomist, dužnosnik

- Josip Kekez, hrvatski kroatist, filolog, književni teoretičar, povjesničar književnosti i folklorist

- Joško Marušić, hrv. karikaturist

- Matko Marušić, hrv. književnik i liječnik

- Vicko Maslov, novinar i publicist

- Danica Merćep, hrv. rimokatolička redovnica anakoreta

- Filip Merčep, hrv. glazbenik[14]

- Jacob Merčep, hrv. vaterpolist, hrvatski svjetski juniorski prvak do 19 godina

- Marko Merčep, hrv. junak Viške bitke[15]

- Vladimir Merčep, hrv. teolog, duhovnik u Papinskom hrvatskom zavodu sv. Jeronima,kanonik rimske bazilike Sv. Marije Velike, svećenik splitsko-makarske nadbiskupije[16][17][18]
- Petar Merčep, hrv. književnik
- Tomislav Merčep, hrv. političar
- Ivo Nejašmić, soc. zemljopisac i demograf

- Ivo Rubić, hrv. zemljopisac
- Petar Rubić, hrv. nogometaš
- Bože Vukušić, hrv. publicist i aktivni borac protiv ostataka represivnoga komunističkoga režima

- Kruno Vukušić, hrv. svećenik i kult. djelatnik, izdavač Hrvatskog katoličkog kalendara[19][20]

Preko trideset godina župnik je u župi koja obuhvaća selo Kreševo i Katune do umirovljenja bio don Većeslav Šupuk.

## Vanjske poveznice
- Vinko Vuković: ‘Lending, dijer pesindžers, velkam tu Prpuša erport…  Arhivirana inačica izvorne stranice od 5. svibnja 2015. (Wayback Machine), Croative.net, 22. siječnja 2013., postavio Marcel  (o zračnoj luci na Prpuši)
- Milica Krakan: Voliš li domovinu? Katuni - Kreševo , Hrvatska kulturna zajednica u Švicarskoj, 12. travnja 2013., Društvene obavijesti br. 110, siječanj 2013.

- Župa Katuni-Kreševo Splitsko-makarska nadbiskupija (sadrži bogatu galeriju fotografija)